# Pealius cinnamomi
Pealius cinnamomi là một loài côn trùng cánh nửa trong họ Aleyrodidae, phân họ Aleyrodinae.
Pealius cinnamomi được David & Sundararaj miêu tả khoa học đầu tiên năm 1991.